# Großsteingrab Hanstedgårds Udlod 2
Das Großsteingrab  Hanstedgårds Udlod 2 war eine megalithische Grabanlage der jungsteinzeitlichen Nordgruppe der Trichterbecherkultur im Kirchspiel Slangerup in der dänischen Kommune Frederikssund. Es wurde 1890 archäologisch untersucht und im späten 19. oder frühen 20. Jahrhundert zerstört.

## Lage
Das Grab lag südöstlich von Græse auf einem Feld südlich des Hørupvej. Nur wenige Meter westlich befand sich das Großsteingrab Hanstedgårds Udlod 1. In der näheren Umgebung gibt bzw. gab es zahlreiche weitere megalithische Grabanlagen.

## Forschungsgeschichte
Im Jahr 1890 führte Vilhelm Boye vom Dänischen Nationalmuseum eine Dokumentation der Fundstelle und eine Ausgrabung der östlichen Grabkammer durch. Bei einer weiteren Dokumentation durch Mitarbeiter des Nationalmuseums im Jahr 1942 waren keine baulichen Überreste mehr auszumachen.

## Beschreibung

### Architektur
Die Anlage besaß eine ost-westlich orientierte rechteckige Hügelschüttung mit einer Länge von 31 m und einer Breite von 16 m. Von der Umfassung waren 1890 nur noch wenige Steine erhalten.
Der Hügel enthielt zwei Grabkammern. Die erste lag 8,5 m vom Westende des Hügels und etwa 2 m von der nördlichen Langseite entfernt. Die Kammer ist als Urdolmen anzusprechen. Sie war ost-westlich orientiert und hatte einen rechteckigen Grundriss. Sie hatte eine Länge von 1,1 m, eine Breite von 0,5 m und eine Höhe von 0,6 m. Die Kammer bestand aus jeweils einem Wandstein an allen vier Seiten sowie einem Deckstein. Boye stellte bei seiner Grabung eine Schicht aus Feuerstein-Grus auf dem Kammerboden sowie eine Kammerverfüllung aus Erde und Steinen fest.
Die zweite Kammer lag 10 m vom östlichen Ende des Hügels entfernt. Die Kammer ist als ebenfalls als Urdolmen anzusprechen. Sie war ost-westlich orientiert und hatte einen leicht trapezförmigen Grundriss. Sie hatte eine Länge von 1,2 m und eine Breite von 0,5 m im Westen bzw. 0,4 m im Osten. Die Kammer bestand aus jeweils einem Wandstein an allen vier Seiten sowie einem Deckstein.

### Funde
In der westlichen Kammer fand Boye ein Skelett. Grabbeigaben wurden nicht entdeckt.